# Die Schwestern Brontë
Die Schwestern Brontë (Originaltitel: Les Sœurs Brontë) ist ein französisches Filmdrama von André Téchiné aus dem Jahr 1979. Erzählt wird das Leben der Geschwister Brontë, die von Isabelle Adjani, Marie-France Pisier, Isabelle Huppert und Pascal Greggory gespielt werden.

## Handlung
West Yorkshire um 1836: In Haworth, einem kleinen englischen Ort inmitten einer kargen Landschaft, leben die vier Geschwister Charlotte, Branwell, Emily und Anne Brontë zusammen mit ihrem betagten Vater, einem Pastor, ihrer strengen Tante und ihrer Gouvernante Tabby. Branwell, der sich als Maler versucht, hat soeben ein Porträt von sich und seinen Schwestern vollendet. Er strebt eine künstlerische Laufbahn an und freundet sich in einer Stadt mit dem Bildhauer Joseph Leyland an. Er muss jedoch feststellen, dass er mit der aufkommenden Fotografie nicht konkurrieren kann. Wie seine Schwestern will er sich daher mehr der Dichtkunst widmen. Neben dem Gedichteschreiben durchstreift Emily am liebsten die umliegenden Moore. Dass sie dabei stets Hosen trägt, was sich für eine Frau nicht schickt, und noch dazu schmutzig heimkehrt, stößt bei Tabby auf Unverständnis. Bisweilen wird Emily auf ihren Wanderungen von Anne begleitet. Als Anne bei einem Wasserlauf Wildrosen pflückt und sich an ihrer Schönheit erfreut, meint Emily, dass sie den schnell verblühenden Blumen den Hülsdorn vorziehe, sei dieser doch auch im Winter grün. Wütend zerstampft Emily die Blumen. Charlotte, die Ehrgeizigste unter den Geschwistern, hofft indes ihre und die Werke ihrer Schwestern veröffentlichen zu können, doch wird ihr von einer potentiellen Gönnerin per Brief davon abgeraten, sich als Frau in einer Männerdomäne behaupten zu wollen.
Vier Jahre später arbeitet Anne als Gouvernante bei den Robinsons, einer wohlhabenden Familie mit großem Anwesen. Charlotte, die in Haworth eine Schule eröffnen möchte, überredet derweil ihre Tante, ihr und Emily genügend Geld für eine Reise nach Belgien zu geben, wo Charlotte ihre Französischkenntnisse aufbessern will. In Brüssel angekommen, verliebt sich Charlotte in ihren Lehrer Monsieur Heger. Der Tod ihrer Tante veranlasst Emily und Charlotte, bald darauf nach Hause zurückzukehren. Während Emily froh ist, wieder daheim zu sein, und sich um den traurigen Branwell kümmert, kann es Charlotte kaum erwarten, nach Brüssel zurückzukehren und Monsieur Heger wiederzusehen. Der verheiratete Pädagoge weist sie jedoch kühl zurück.
Durch Anne erhält Branwell bei den Robinsons eine Anstellung als Hauslehrer des jungen Edmund. Während Branwell vom strengen Hausherrn von oben herab behandelt wird, fühlt sich Mrs. Robinson zunehmend zu Branwell hingezogen und lässt sich schließlich auf eine Affäre mit ihm ein. Als Anne davon erfährt, quittiert sie ihren Dienst und kehrt mit Branwell nach Hause zurück. Auch Charlotte trifft wieder in Haworth ein, nachdem sie erfahren hat, dass der Vater allmählich erblindet. Sowohl Charlotte als auch Branwell leiden unter ihrem Liebeskummer. Branwell hat allerdings noch Hoffnung auf eine gemeinsame Zukunft mit Mrs. Robinson, sei doch der Tod ihres kranken Gatten nur noch eine Frage der Zeit. Nach Mr. Robinsons Ableben erklärt jedoch Mrs. Robinson in einen Brief an Branwell ihre Beziehung für beendet. Eine Klausel im Testament ihres Mannes habe sie gezwungen, sich zwischen ihrem Herzen und dem Vermögen ihres Mannes zu entscheiden. Emily findet den am Boden zerstörten Branwell im Moor und bringt ihn nach Hause zurück, wo er noch in derselben Nacht sein Bildnis aus dem von ihm gemalten Porträt von sich und seinen Schwestern herauswäscht. In der Folgezeit verkriecht er sich in sein Bett und wird süchtig nach Laudanum. Eines Abends entfacht ein Sturm einen Brand in seinem Zimmer, den er – vom Laudanum bewusstlos – nicht bemerkt. Seine Schwestern können ihn gerade noch vor den Flammen retten.
Beeindruckt von einem Gedicht ihrer Schwester, gelingt es Charlotte, Emily zur Veröffentlichung ihrer Gedichte zu überreden. Nach einem gemeinsamen Gedichtband lassen die drei Schwestern unter den männlichen Pseudonymen Ellis, Acton und Currer Bell je einen Roman herausgeben: Emilys Sturmhöhe, Annes Agnes Grey und Charlottes Jane Eyre. Zwar erntet Emilys Roman ob der Wildheit ihres männlichen Protagonisten teils harsche Kritik, doch sorgen alle drei Werke in Londons Literaturkreisen für Aufsehen. Schnell wird über die wahre Identität und das wahre Geschlecht der drei Autoren spekuliert, worauf sich Charlotte und Anne entschließen, sich ihrem Verleger George Smith erstmals persönlich vorzustellen. Unterdessen stirbt Branwell an durch Opium bedingter Unterernährung. Emily und Anne wiederum erkranken an Tuberkulose. Im Gegensatz zur folgsamen Anne weigert sich Emily, sich medizinisch versorgen zu lassen, und besteht darauf, sich wie zuvor um den Haushalt zu kümmern. Als sie schließlich doch einwilligt, einen Arzt zu konsultieren, ist es bereits zu spät. Nach ihrer Beerdigung geht es auch Anne immer schlechter. Auf ihren Wunsch hin fährt Charlotte mit ihr ans Meer, das Anne noch nie gesehen hat. Anne stirbt noch vor ihrer Heimreise.
Charlotte, die nur noch ihren gebrechlichen Vater an ihrer Seite hat, heiratet den Hilfspfarrer Arthur Nicholls und konzentriert sich erneut auf ihre Karriere als Schriftstellerin. Zusammen mit Arthur reist sie nach London, wo sie auf Einladung ihres Verlegers George Smith die Oper besucht und Bekanntschaft mit dem renommierten Schriftsteller William Makepeace Thackeray macht.

## Hintergrund

Das eigentliche, von Branwell Brontë gemalte Porträt (1834) der Geschwister

Das im Film von Branwell gemalte Porträt wurde den Gesichtern der Hauptdarsteller angepasst. Für das Szenenbild war Jean-Pierre Kohut-Svelko zuständig. Die Kostüme entwarf Christian Gasc.
Der Film wurde am 9. Mai 1979 in Frankreich uraufgeführt, wo ihn 695.446 Zuschauer in den Kinos sahen. In Deutschland wurde er erstmals am 16. Juni 1980 von der ARD im Fernsehen gezeigt.

## Kritiken
Das Lexikon des internationalen Films wies darauf hin, dass es im Film, „trotz bemerkenswerter Authentizität selbst in Details, weniger um eine historisierende Würdigung frühviktorianischer Lebensbedingungen, als vielmehr um die Fremdheit und Faszination in der Persönlichkeit des künstlerischen Menschen [geht]“. Dabei entspreche die „Empfindsamkeit des Sujets […] der bildkompositorischen Gestaltung“.
Prisma fand, Regisseur André Téchiné habe „subtil die unterschiedlichen Charaktere der Geschwister [porträtiert]“ und deren Verhältnis zueinander auch zu einem „Drama um ungleiche Talente und Möglichkeiten“ gemacht. „Detailgenau“, so Cinema, veranschauliche Téchiné „den Kontrast zwischen den lebensfrohen Werken der Schwestern und ihrem beengten Leben“. Auf diese Weise „gewinnt Literaturhistorie an Leben“.

## Auszeichnungen
Bei den Internationalen Filmfestspielen von Cannes nahm der Film 1979 am Wettbewerb um die Goldene Palme teil, mit der schließlich Volker Schlöndorffs Die Blechtrommel und Francis Ford Coppolas Apocalypse Now prämiert wurden.
Bei der César-Verleihung 1980 war Téchinés Film in den Kategorien Beste Kamera und Bester Schnitt nominiert.

## Deutsche Fassung
Die deutsche Synchronfassung entstand bei der Interopa Film in Berlin.
| Rolle                  | Darsteller          | Synchronsprecher         |
| ---------------------- | ------------------- | ------------------------ |
| Emily Brontë           | Isabelle Adjani     | Regina Lemnitz           |
| Charlotte Brontë       | Marie-France Pisier | Liane Rudolph            |
| Anne Brontë            | Isabelle Huppert    | Traudel Haas             |
| Branwell Brontë        | Pascal Greggory     | Wolfgang Condrus         |
| Mrs. Robinson          | Hélène Surgère      | Dagmar Altrichter        |
| Mr. Nicholls           | Roland Bertin       | Engelbert von Nordhausen |
| Tante Elizabeth Brontë | Alice Sapritch      | Elisabeth Ried           |
| Monsieur Heger         | Xavier Depraz       | Lukas Ammann             |
| Mr. Robinson           | Adrian Brine        | Michael Chevalier        |
| Mr. Smith              | Julian Curry        | Joachim Kerzel           |
| Tabby, die Gouvernante | Renee Goddard       | Sigrid Lagemann          |
| Leyland                | Jean Sorel          | Norbert Langer           |